# آلان ديشان
آلان ديشان (بالفرنسية: Alain Deschamps )‏ (و. 1928 – م) هو دبلوماسي، من فرنسا.

## التعليم
تعلم في معهد اللغات و الحضارات الشرقية بباريس، ومدرسة لويس الكبير الثانوية.

## جوائز
حصل على جوائز منها:
- ضابط وسام جوقة الشرف
- نيشان الاستحقاق الزراعي من رتبة فارس
- نيشان الاستحقاق الوطني من رتبة قائد
- وسام المليون فيل والمظلة البيضاء [الإنجليزية]‏.